# Christine Conix
Christine Conix   (Lier, 20 de maig de 1955), és una arquitecta belga.

## Biografia
En 1978, va estudiar en el Higher Institute for Architecture d'Anvers, on va obtenir un màster. En 1979, va fundar el seu propi estudi d'arquitectura, el "Conix Architects".
En 2012, Christine Conix donava ocupació a 47 persones, i dirigia un estudi en Bruxelas i un altre a Anvers. I un tercer estudi a Varsòvia 
Conix Architects ha participat en la renovació de l'interior del Atomium i en la consrucción d'un pavelló de recepció.
El pressupost estimat per a l'ampliació del Atomium en 2010 per Conix Architects ascendia a més de 3 milions d'euros. En 2010 l'estudi va concebre el pavelló belga-europeu per a l'Exposició Universal de 2010 a Xangai Conix Architects està treballant en la renovació de la ciutat de Nador al Marroc.

## Edificacions
- 1996-1998: immoble d'apartaments.[11]
- 1999-200?: edifici d'apartaments de luxe i oficines.[11]
- 2004-2007: renovació de l'interior del Atomium, i en col·laboració amb el dissenyador alemany Ingo Maurer,[12] la construcció d'un pavelló de recepció.[12][6][6][7]
- 2010: disseny del pavelló belga-europeu per la Expo 2010 a Xangai.[9]

## Projectes
- 2012:El rei marrquí Mohammed VI, encarregà a Conix Architects la realització dels plànols per a donar impuls a la ciutat marroquí de Nador.[10][13][14]